# Senonville
Senonville est une commune associée du département de la Meuse, en région Grand Est.

## Histoire
Le 1er janvier 1973, la commune de Senonville est rattachée sous le régime de la fusion-association à celle de Varvinay qui est alors renommée « Valbois ».

## Politique et administration
| Période                                  | Période | Identité       | Étiquette | Qualité |
| ---------------------------------------- | ------- | -------------- | --------- | ------- |
| avant 2002                               |         | Claudy MALJEAN | DVD       |         |
| Les données manquantes sont à compléter. |         |                |           |         |

## Démographie
| 1906 | 1926 | 1936 | 1946 | 1954 | 1962 | 1968 |
| ---- | ---- | ---- | ---- | ---- | ---- | ---- |
| 132  | 91   | 64   | 44   | 42   | 50   | 45   |

## Lieux et monuments
- église Saint-Pierre-ès-Liens du XIIe siècle .